# Epizeuxis
A retorikában az epizeuxis görög, vagy a gemináció latin eredetű terminusok azt az alakzatot nevezik meg, amely szó vagy szószerkezet egymás utáni megismétléséből áll mondaton belül. Az ismétlés egyszeri vagy többszörös lehet, kiemelő és hangulatélénkítő céllal a szépirodalomban. Az indulatos beszédben is gyakori.
Szó lehet több szófajhoz tartozó szavak megismétléséről. Példák:
- határozószó:

(magyarul) Oly messze, messze, messze már, / Hol az öröm s madár se jár (Juhász Gyula: Szerelem volt);
(franciául) C’est très très peu ’Ez nagyon nagyon kevés’;
(angolul) Prices just keep going up up up ’Az árak folyton fel, fel, fel mennek’;
- ige:

(magyarul) Testamentumot, szörnyűt, írni, / És sírni, sírni, sírni, sírni (Ady Endre: Sírni, sírni, sírni);
(angolul) Let’s get out there and win win win! ’Menjünk ki oda és győzzünk, győzzünk, győzzünk!’;
(románul) Mircea însuși mână-n luptă vijelia-ngrozitoare / Care vine, vine, vine, calcă totul în picioare ’Maga Mircea jár az élen, ő a fergeteg vezére, / Mely jön, jön, jön, hogy lecsapjon minden ellenség fejére’ (Mihai Eminescu);
- főnév:

(magyarul) Fegyver, fegyver, fegyver kévántatik, és jó vitézi resolutio! (Zrínyi Miklós: Áfium);
(angolul) All Sandy thinks about is sex sex sex! ’Sandy csak a sexre, sexre, sexre gondol!’;
- névmás:

(angolul) All you think about is you you you ’Csak magadra, magadra, magadra gondolsz!’;
- melléknév:

(angolul) You are sick sick sick ’Beteg, beteg, beteg vagy’.
Előfordul tulajdonnév ismétlése is, pl. (románul) Enigel, Enigel, / Ți-am adus dulceață, iacă (szó szerint ’Enigel, Enigel, / Befőttet is hoztam, tessék’) (Ion Barbu), valamint mondaté: (magyarul) Nem tudom, nem tudom, nem tudom, mit csináljak.
Az angol nyelvű nyelvészetben szó van ún. „kontrasztív fókuszáló reduplikáció”-ról. Ez is több szófajt érinthet:
I’ll make the tuna salad, and you make the SALAD–salad ’Én készítem el a tonhal-salátát, te meg a SALÁTA salátát’ (beleértve „a fejes salátából készítendőt”);
My car isn’t MINE–mine; it’s my parents ’A kocsim nem az én kocsim, a szüleimé’;
Are you LEAVING–leaving? ’Valóban elmész?’ (beleértve „vagy csak sétálsz egyet?”).

## Kapcsolódó szócikk
- Reduplikáció